# Salvia arduinervis
Salvia arduinervis là một loài thực vật có hoa trong họ Hoa môi. Loài này được Urb. & Ekman miêu tả khoa học đầu tiên năm 1926.